# Matyáš Vojta
Matyáš Vojta (* 26. února 2004 Praha) je český profesionální fotbalista, který hraje na pozici útočníka za český klub FK Mladá Boleslav. Je také bývalým českým mládežnickým reprezentantem.

## Klubová kariéra

### Slavoj Vyšehrad
Vojta je odchovancem pražského klubu FC Slavoj Vyšehrad, sezónu 2019/20 strávil na hostování v akademii pražské Slavie.
V A-týmu Vyšehradu debutoval 14. listopadu 2020, kdy nastoupil do závěru utkání druhé ligy proti Chrudimi. V jarní části sezóny 2020/21 se Vojta prosadil do základní sestavy, s týmem ale sestoupil do ČFL.
Už jako stabilní člen týmu vstřelil Vojta svou první branku v dresu Vyšehradu 21. srpna 2021, kdy gólem přispěl k výhře 4:2 nad Baníkem Sokolov. V sezóně 2021/22 byl klub z důvodu korupčního skandálu vyloučen z třetí nejvyšší soutěže a byl přeřazen do Pražského přeboru.

### Mladá Boleslav
V létě 2022 tak Vojta jako volný hráč přešel do prvoligové Mladé Boleslavi. Sezónu 2022/23 strávil Vojta v třetiligové klubové rezervě, v jejímž dresu nastřílel 10 branek ve 22 ligových zápasech a vysloužil si i nominaci do české reprezentace do 19 let. Na podzim roku 2023 Vojta působil opět v B-týmu Mladé Boleslavi, 30. srpna si odbyl debut v prvním mužstvu, odehrál totiž půlhodinu pohárového utkání proti Ústí nad Labem. 2. září 2023 pak debutoval v české nejvyšší soutěži, když nastoupil do závěru utkání proti Baníku Ostrava.
V únoru 2024 zamířil Vojta na půlroční hostování do konce sezóny do druholigového Varnsdorfu. S týmem se dokázal zachránit v soutěži a během jara nastřílel 7 branek a přidal 4 asistence ve 13 soutěžních zápasech.
Dne 1. srpna 2024 vstřelil Vojta jedinou branku odvetného utkání druhého předkola Konferenční ligy proti litevskému klubu TransINVEST a pomohl tak k postupu do dalšího předkola. Svým premiérovým soutěžním gólem v A-týmu Mladé Boleslavi zajistil celku první evropský postup od roku 2019, kdy přešel přes kazašské Ordabasy.

## Reprezentační kariéra
Vojta mezi lety 2022 a 2023 nastoupil do 4 utkání v dresu české reprezentace do 19 let.